# VUCA
VUCA (Akronym für englisch volatility, uncertainty, complexity, ambiguity) bezeichnet die Herausforderungen in der von schnellem und unvorhersehbarem Wandel beeinflussten Welt.
Als eine Weiterentwicklung gilt der Begriff BANI.

## Beschreibung
Das Akronym steht für die englischen Begriffe:
- volatility ‚Volatilität‘:
beschreibt eine steigende Flüchtigkeit der Lebens- und Unternehmensumwelt in quantitativer und qualitativer Hinsicht. Die Veränderungsgeschwindigkeit kann sich jederzeit in ihrer Intensität sowohl stark beschleunigen als auch wieder verlangsamen. Auch das Ausmaß der Veränderung kann sich jederzeit verändern.[3]
- uncertainty ‚Unsicherheit‘:
beschreibt eine zunehmende Unsicherheit in Bezug auf zukünftige Entwicklungen, sodass die Prognosen mit hohem Risiko verbunden sind.[3]
- complexity ‚Komplexität‘:
beschreibt eine zunehmende Komplexität von Zusammenhängen, Vernetzungen und Interaktionen in der Lebens- und Unternehmensumwelt, welche wiederum mit zunehmenden Interdependenzen verbunden sind.[3]
- ambiguity ‚Mehrdeutigkeit‘:
beschreibt eine Mehrdeutigkeit von Informationen, die zu unterschiedlichen Perspektiven, Interpretationen und Entscheidungen führen kann.[3]

Der Begriff wurde im militärischen Bereich in der Zeit nach dem Kalten Krieg bei der Entwicklung von Lösungsansätzen zur Gestaltung von strategischer Führung in Bezug auf neue Reaktionsweisen verstärkt verwendet. Das United States Army War College (USAWC) nahm diesen Begriff im Rahmen der Überarbeitung seiner Lehrpläne ab 1989 in den Studienplan auf. Der Begriff diente am United States Army War College zunächst dazu, die multilaterale Welt nach dem Ende des Kalten Krieges zu beschreiben. Die Idee stand von Beginn an im Kontext der Themenbereiche Management und Leadership.
Einhergehend mit einer begrifflichen Weiterentwicklung lässt sich der VUCA-Begriff kontextuell auf schwierige Rahmenbedingungen der Unternehmensführung übertragen. Nach seinen Anfängen breitete sich der Begriff entsprechend auch in andere Bereiche strategischer Führung und auf andere Arten von Organisationen aus, vom Bildungsbereich bis in die Wirtschaft.
Gegenwärtig verläuft die Diskussion um den mittlerweile populären Begriff „VUCA“ vorwiegend praxisorientiert. Coaches, Unternehmensberatungen und Verlage greifen dieses Thema im Rahmen der Gestaltung von Change-Management-Prozessen auf der Organisationsentwicklungsebene und im Projektmanagement häufig auf.

### Abwandlungen
Eine Strategie zum Bewältigen der Herausforderungen in der VUCA-Welt leitet sich ebenfalls von der Abkürzung ab:
- vision ‚Vision‘,
- understanding ‚Verstehen‘,
- clarity ‚Klarheit‘,
- agility ‚Agilität‘.

## Praxis in Wirtschaft und Gesellschaft
Die Veränderungen und Herausforderungen der VUCA-Welt führen zu Anpassungen in wirtschaftlichen und gesellschaftlichen Strukturen. Unternehmen und Organisationen entwickeln dabei verschiedene Ansätze, um diesen Bedingungen zu begegnen.

### Resilienz und Anpassungsfähigkeit
Die Fähigkeit zur Resilienz wird zunehmend als zentrale Kompetenz angesehen. Resilienz beschreibt die Fähigkeit, flexibel und mit vorhandenen Ressourcen auf unerwartete Krisen und Veränderungen zu reagieren. Unternehmen setzen auf adaptive Strukturen, die eine effiziente Krisenbewältigung ermöglichen und starren Planungsmodellen entgegenwirken.

### Veränderung von Organisationsmodellen
Die zunehmende Dynamik erfordert Veränderungen in den Organisationsstrukturen. Agile Modelle und netzwerkartige Konzepte wie das Field of Stars ersetzen in einigen Bereichen traditionelle hierarchische Systeme. Dabei wird die Verantwortung auf alle Mitarbeitenden verteilt, um Entscheidungsprozesse zu beschleunigen und die Anpassungsfähigkeit zu erhöhen.

### Neue Ansätze in der Arbeitswelt
Die Arbeitswelt erfährt durch Konzepte wie New Work tiefgreifende Veränderungen. Aspekte wie flexible Arbeitsbedingungen und eine stärkere Einbindung der Mitarbeitenden in Entscheidungsprozesse treten vermehrt in den Vordergrund. Das PEP-Prinzip (Purpose, Education, Participation) beschreibt einen Führungsansatz, der auf Sinnhaftigkeit der Arbeit, kontinuierliche Weiterbildung und aktive Teilhabe setzt.

### Bedeutung von Nachhaltigkeit
Nachhaltigkeit spielt in der VUCA-Welt eine zunehmende Rolle. Unternehmen berücksichtigen soziale und ökologische Aspekte in ihrer strategischen Ausrichtung. Konzepte wie die Sinn-Ökonomie zielen darauf ab, neben ökonomischen Zielen auch gesellschaftliche Verantwortung zu übernehmen. Social Businesses, die ihre Gewinne vollständig reinvestieren, sind Beispiele für diese Entwicklung.

## Kritik
Das VUCA-Konzept wird in der wissenschaftlichen und praktischen Diskussion vielfach kritisiert. So wird angeführt, dass die vier Dimensionen – Volatilität, Unsicherheit, Komplexität und Mehrdeutigkeit – zu ungenau definiert sind, um als verlässlicher Leitfaden für strategische Entscheidungen zu dienen. Kritiker weisen darauf hin, dass VUCA vorwiegend Risiken und Bedrohungen betont, was zu einer negativen Sicht auf zukünftige Entwicklungen führen kann. Dies könne wiederum zu übermäßiger Risikovermeidung und zur Hemmung innovativer Ansätze beitragen. Außerdem wird bemängelt, dass das Konzept die komplexen Herausforderungen moderner Organisationen vereinfacht und dabei wichtige Kontextfaktoren außer Acht lässt.